# Communauté de communes du Pays sedanais
La Communauté de communes du Pays sedanais est une ancienne communauté de communes française, située dans le département des Ardennes et la région Champagne-Ardenne.

## Histoire
La communauté de communes a fusionné avec d'autres structures intercommunales des Ardennes pour former, le 1er janvier 2014, la Communauté d’agglomération de Charleville-Mézières / Sedan.

## Composition
Elle était  composée des communes suivantes :
1. Balan
2. Bosseval-et-Briancourt
3. Daigny
4. Donchery
5. Fleigneux
6. Floing
7. Francheval
8. Givonne
9. Glaire
10. Illy
11. La Chapelle
12. La Moncelle
13. Noyers-Pont-Maugis
14. Pouru-aux-Bois
15. Pouru-Saint-Remy
16. Rubécourt-et-Lamécourt
17. Saint-Menges
18. Sedan
19. Thelonne
20. Villers-Cernay
21. Vivier-au-Court
22. Vrigne-aux-Bois
23. Wadelincourt